# Los Grillos (banda boliviana)
1. REDIRECCIÓN Usuario:Rogerpasu/Taller/Los Grillos (banda boliviana)